# Aloysia wrightii
Aloysia wrightii är en verbenaväxtart som först beskrevs av Asa Gray, och fick sitt nu gällande namn av Amos Arthur Heller. Aloysia wrightii ingår i släktet Aloysia och familjen verbenaväxter. Inga underarter finns listade i Catalogue of Life.